# Witalia
Witalia – imię żeńskie pochodzenia łacińskiego, żeński odpowiednik imienia Witalis. Wywodzi się od słowa oznaczającego „życiowa, zdolna do życia” (vitalis). Równoważnikiem znaczeniowym tego imienia jest imię Żywia.
Patronką tego imienia w Kościele katolickim jest św. Witalia, patronka Asuni na Sardynii.
W Polsce imię rzadkie. W styczniu 2024 r. w rejestrze PESEL, wśród publicznie dostępnych danych dotyczących osób żyjących, wykazano 30 kobiet o imieniu Witalia nadanym jako imię pierwsze oraz 10 z imieniem drugim.
Witalia imieniny obchodzi 14 października.